# Хафлингер
Хафлингер — порода лошадей, выведенная на территории современной Австрии.

## Характеристики породы
Для хафлингеров характерны невысокий рост (высота от 137 до 152 см), каштановая масть и светлые грива и хвост. Поскольку порода выведена в высокогорных условиях, лошади неприхотливы по отношению к погоде, легко переносят низкие температуры. Отличаются спокойным нравом.

## История породы
Название породы происходит от названия австрийской деревни Хафлинг. Родоначальником породы считается жеребец Фоли, ставший в 1874 году её первым официально зарегистрированным представителем. Порода признана в 1898 году.

## Использование породы
Является универсальной породой, пригодной как для верховой езды, так и для грузовых перевозок и тяжёлых работ.